# کوبا (داغستان)
کوبا (به لاتین: Kuba) یک منطقهٔ مسکونی در روسیه است که در شهرستان لاکسکی واقع شده‌است.